# Goera relicta
Goera relicta är en nattsländeart som beskrevs av Betten 1909. Goera relicta ingår i släktet Goera och familjen grusrörsnattsländor. Inga underarter finns listade i Catalogue of Life.